# 래리 바그비

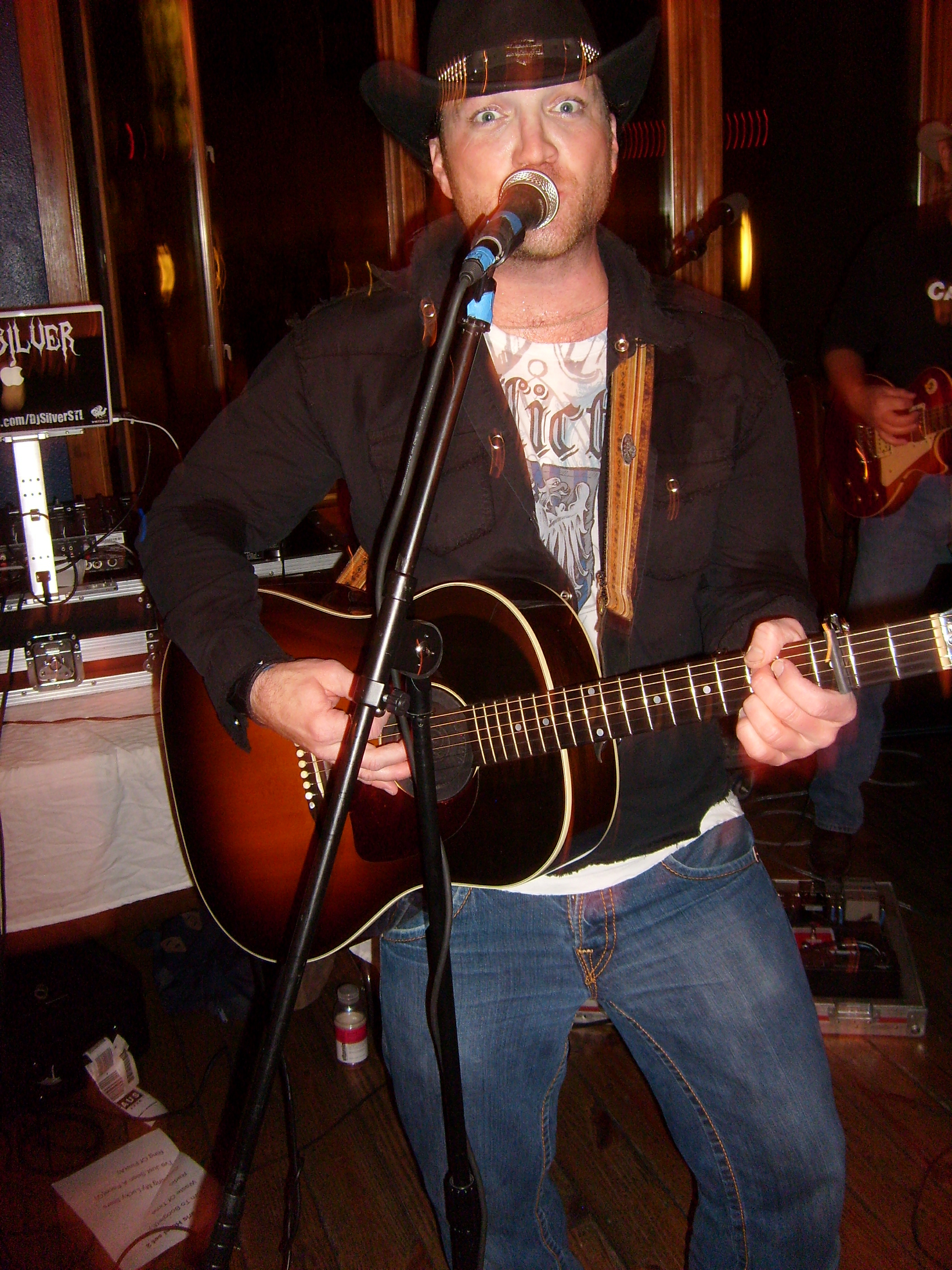

래리 바그비(Larry Bagby, 1974년 3월 7일 ~ )는 미국의 음악가, 가수, 텔레비전 배우, 영화배우이다.
메리즈빌에서 태어났다.

## 영화
- 에이지 오브 드래곤 (2011년) - 플래스크 역
- 트라이얼 (2010년)
- 더 브레이크업 아티스트 (2009년)
- 포에버 스트롱 (2008년)
- 빌리브 (2007년)
- 처치 볼 (2006년)
- 에브리씽 유 원트 (2005년)
- 앙코르 (2005년) - 마샬 그랜트 역
- 세인트 앤 솔저 더 비기닝 (2003년) - 셜리 켄드릭 역
- 뱀파이어 해결사 (1997년)
- 에어본 (1994년)
- 호커스 포커스 (1993년) - 어니/아이스 역
- 더 영 앤 더 레스트리스 (1973년)